# Gran Premio de Austria de Motociclismo de 1978
El Gran Premio de Austria de Motociclismo de 1978 fue la tercera prueba de la temporada 1978 del Campeonato Mundial de Motociclismo. El Gran Premio se disputó el 30 de abril de 1978 en el circuito de Salzburgring.

## Resultados 500cc
En la categoría reina, la pugna entre Kenny Roberts duró poco ya que  Pat Hennen y Steve Baker tuvieron que abandonar. Con elestadounidense delante, el interés se trasladó al duelo entre Johnny Cecotto y Barry Sheene, resuelto a favor del venezolano, aunque Sheene se queda con el liderato de la general.
| Pos.     | Piloto                | Equipo | Tiempo     | Pts. |
| -------- | --------------------- | ------ | ---------- | ---- |
| 1        | Kenny Roberts         | Yamaha | 48' 30" 30 | 15   |
| 2        | Johnny Cecotto        | Yamaha | +16" 46    | 12   |
| 3        | Barry Sheene          | Suzuki | +46" 23    | 10   |
| 4        | Marco Lucchinelli     | Suzuki | +1' 13" 76 | 8    |
| 5        | Teuvo Länsivuori      | Suzuki | +1' 17" 34 | 6    |
| 6        | Michel Rougerie       | Suzuki | +1 Vuelta  | 5    |
| 7        | Wil Hartog            | Suzuki | +1 Vuelta  | 4    |
| 8        | Boet van Dulmen       | Suzuki | +1 Vuelta  | 3    |
| 9        | Gianfranco Bonera     | Suzuki | +1 Vuelta  | 2    |
| 10       | Bruno Kneubühler      | Suzuki | +1 Vuelta  | 1    |
| 11       | Philippe Coulon       | Suzuki | +1 Vuelta  |      |
| 12       | Leslie van Breda      | Suzuki | +1 Vuelta  |      |
| 13       | Helmut Kassner        | Suzuki | +1 Vuelta  |      |
| 14       | Jürgen Steiner        | Suzuki | +2 Vueltas |      |
| 15       | Franz Heller          | Suzuki | +2 Vueltas |      |
| 16       | Bosse Granath         | Suzuki | +2 Vueltas |      |
| 17       | Markku Matikainen     | Suzuki | +2 Vueltas |      |
| 18       | Franz Rau             | Suzuki | +2 Vueltas |      |
| 19       | Michael Schmid        | Suzuki | +2 Vueltas |      |
| Ret      | Steve Baker           | Suzuki | Ret        |      |
| Ret      | Virginio Ferrari      | Suzuki | Ret        |      |
| Ret      | Pat Hennen            | Suzuki | Ret        |      |
| Ret      | John Newbold          | Suzuki | Ret        |      |
| Ret      | Alex George           | Suzuki | Ret        |      |
| Ret      | Takazumi Katayama     | Yamaha | Ret        |      |
| Ret      | Carlos de San Antonio | Suzuki | Ret        |      |
| Ret      | Werner Nenning        | Suzuki | Ret        |      |
| Ret      | Jean-Philippe Orban   | Suzuki | Ret        |      |
| Ret      | Steve Parrish         | Suzuki | Ret        |      |
| Ret      | Walter Villa          | Suzuki | Ret        |      |
| Ret      | Jack Middelburg       | Suzuki | Ret        |      |
| Ret      | Max Wiener            | Suzuki | Ret        |      |
| Ret      | Jon Ekerold           | Suzuki | Ret        |      |
| Ret      | Børge Nielsen         | Suzuki | Ret        |      |
| Ret      | Hans Braumandl        | Suzuki | Ret        |      |
| DNQ      | Herbert Prügl         | Suzuki | DNQ        |      |
| DNQ      | Jack Findlay          | Suzuki | DNQ        |      |
| DNQ      | Chas Mortimer         | Yamaha | DNQ        |      |
| DNQ      | Víctor Palomo         | Suzuki | DNQ        |      |
| DNQ      | Kaj Jensen            | Suzuki | DNQ        |      |
| DNQ      | Peter Sjöström        | Suzuki | DNQ        |      |
| Sources: |                       |        |            |      |

## Resultados 350cc
Victoria muy cómoda del sudafricano Kork Ballington que, desde el primer momento, se colocó en cabeza y nadie pudo seguir su estela solitaria. El japonés Takazumi Katayama iría en segunda posición durante casi toda la carrera hasta que a falta de dos vueltas sería adelantado por Franco Uncini.
| Pos. | Piloto             | Moto            | Tiempo     | Pts. |
| ---- | ------------------ | --------------- | ---------- | ---- |
| 1    | Kork Ballington    | Kawasaki        | 50' 38" 28 | 15   |
| 2    | Franco Uncini      | Yamaha          | +14" 37    | 12   |
| 3    | Takazumi Katayama  | Yamaha          | +18" 19    | 10   |
| 4    | Jon Ekerold        | Yamaha          | +46" 73    | 8    |
| 5    | Olivier Chevallier | Yamaha          | +59" 64    | 6    |
| 6    | Michel Rougerie    | Yamaha          | +1' 05" 34 | 5    |
| 7    | Gregg Hansford     | Kawasaki        | +1' 12" 82 | 4    |
| 8    | Pentti Korhonen    | Yamaha          | +1' 13" 94 | 3    |
| 9    | Victor Soussan     | Yamaha          | +1' 14" 11 | 2    |
| 10   | Gianfranco Bonera  | Yamaha          | +1' 14" 34 | 1    |
| 11   | Patrick Fernandez  | Yamaha          | +1' 14" 67 |      |
| 12   | Chas Mortimer      | Yamaha          | +1' 18" 98 |      |
| 13   | John Dodds         | Yamaha          | +1 Vuelta  |      |
| 14   | Edi Stöllinger     | Yamaha          | +1 Vuelta  |      |
| 15   | Michel Frutschi    | Yamaha          | +1 Vuelta  |      |
| 16   | Kenny Blake        | Yamaha          | +1 Vuelta  |      |
| 17   | Roland Freymond    | Yamaha          | +1 Vuelta  |      |
| 18   | Ernst Fagerer      | Yamaha          | +1 Vuelta  |      |
| 19   | Leslie van Breda   | Yamaha          | +1 Vuelta  |      |
| 20   | Josef Hage         | Yamaha          | +1 Vuelta  |      |
| 21   | Franco Solaroli    | Yamaha          | +1 Vuelta  |      |
| 22   | Peter Baláž        | Yamaha          | +1 Vuelta  |      |
| Ret  | Pekka Nurmi        | Yamaha          | Ret        |      |
| Ret  | Christian Sarron   | Yamaha          | Ret        |      |
| Ret  | José Cecotto       | Yamaha          | Ret        |      |
| Ret  | Tom Herron         | Yamaha          | Ret        |      |
| Ret  | Richard Hubin      | Yamaha          | Ret        |      |
| Ret  | Leif Gustafsson    | Yamaha          | Ret        |      |
| Ret  | Bruno Kneubühler   | Yamaha          | Ret        |      |
| Ret  | Patrick Pons       | Yamaha          | Ret        |      |
| Ret  | Ray Quincey        | Yamaha          | Ret        |      |
| Ret  | János Drapál       | Yamaha          | Ret        |      |
| Ret  | Anton Mang         | Kawasaki        | Ret        |      |
| Ret  | Mick Grant         | Kawasaki        | Ret        |      |
| Ret  | Paolo Pileri       | Morbidelli      | Ret        |      |
| Ret  | Pierluigi Conforti | Morbidelli      | Ret        |      |
| DNQ  | Bosse Granath      | Yamaha          | DNQ        |      |
| DNQ  | John Newbold       | Yamaha          | DNQ        |      |
| DNQ  | Eero Hyvärinen     | Yamaha          | DNQ        |      |
| DNQ  | Gianni Rolando     | Yamaha          | DNQ        |      |
| DNQ  | Walter Villa       | Harley-Davidson | DNQ        |      |
| DNQ  | Mario Lega         | Morbidelli      | DNQ        |      |
| DNQ  | Jack Middelburg    | Yamaha          | DNQ        |      |
| DNQ  | Walter Hoffmann    | Yamaha          | DNQ        |      |
| DNQ  | Franz Rau          | Yamaha          | DNQ        |      |
| DNQ  | Ron Kirkham        | Yamaha          | DNQ        |      |
| DNQ  | Alex George        | Yamaha          | DNQ        |      |
| DNQ  | Børge Nielsen      | Yamaha          | DNQ        |      |
| DNQ  | Eddie Roberts      | Yamaha          | DNQ        |      |
| DNQ  | Ermanno Giuliano   | Yamaha          | DNQ        |      |
| DNQ  | Víctor Palomo      | Yamaha          | DNQ        |      |
| DNQ  | Árpád Juhos        | Yamaha          | DNQ        |      |

## Resultados 125cc
En el octavo de litro, Eugenio Lazzarini con su MBA aprovechó que Pier Paolo Bianchi no estaba aún plenamente en forma, tras su caída en el Gran Premio de España para escapar y lograr la victoria. El austríaco Harald Bartol, ante el entusiasmo de los espectadores, fue segundo.
| Pos. | Piloto                 | Moto       | Tiempo     | Pts. |
| ---- | ---------------------- | ---------- | ---------- | ---- |
| 1    | Eugenio Lazzarini      | MBA        | 47' 23" 66 | 15   |
| 2    | Harald Bartol          | Morbidelli | +2" 23     | 12   |
| 3    | Pier Paolo Bianchi     | Minarelli  | +28" 74    | 10   |
| 4    | Thierry Espié          | Motobécane | +34" 18    | 8    |
| 5    | Pierluigi Conforti     | MBA        | +34" 70    | 6    |
| 6    | Per-Edvard Carlsson    | Morbidelli | +1' 01" 55 | 5    |
| 7    | Hans Müller            | Morbidelli | +1' 03" 98 | 4    |
| 8    | Matti Kinnunen         | Morbidelli | +1' 04" 69 | 3    |
| 9    | Jean-Louis Guignabodet | Morbidelli | +1' 11" 17 | 2    |
| 10   | Ricardo Tormo          | Bultaco    | +1' 14" 37 | 1    |
| 11   | Patrick Plisson        | Morbidelli | +1' 36" 00 |      |
| 12   | Thierry Noblesse       | Morbidelli | +1' 36" 30 |      |
| 13   | Stefan Dörflinger      | Morbidelli | +1 Vuelta  |      |
| 14   | Felice Agostini        | Morbidelli | +1 Vuelta  |      |
| 15   | Johann Parzer          | Morbidelli | +1 Vuelta  |      |
| 16   | Ernst Fagerer          | Morbidelli | +1 Vuelta  |      |
| 17   | August Auinger         | Morbidelli | +1 Vuelta  |      |
| Ret  | Cees van Dongen        | Morbidelli | Ret        |      |
| Ret  | Maurizio Massimiani    | Morbidelli | Ret        |      |
| Ret  | Gert Bender            | Bender     | Ret        |      |
| Ret  | Rolf Blatter           | Morbidelli | Ret        |      |
| Ret  | Hans-Jürgen Hummel     | Morbidelli | Ret        |      |
| Ret  | Peter Baláž            | Morbidelli | Ret        |      |
| Ret  | Zbyněk Havrda          | Morbidelli | Ret        |      |
| Ret  | Walter Koschine        | Bender     | Ret        |      |
| Ret  | Aldo Pero              | Morbidelli | Ret        |      |
| Ret  | Bernd Schneider        | Bender     | Ret        |      |
| Ret  | Karl Fuchs             | Morbidelli | Ret        |      |
| Ret  | Clive Horton           | Morbidelli | Ret        |      |
| Ret  | Benga Johansson        | Morbidelli | Ret        |      |
| Ret  | Manfred Kugler         | Morbidelli | Ret        |      |
| Ret  | Hagen Klein            | Morbidelli | Ret        |      |
| Ret  | Michael Schmid         | Morbidelli | Ret        |      |
| Ret  | Claudio Lusuardi       | Morbidelli | Ret        |      |
| Ret  | Ángel Nieto            | Bultaco    | Ret        |      |
| Ret  | Iván Palazzese         | Morbidelli | Ret        |      |
| DNQ  | Auno Hakala            | Morbidelli | DNQ        |      |
| DNQ  | Alain Pellet           | Morbidelli | DNQ        |      |
| DNQ  | Ron Kirkham            | Morbidelli | DNQ        |      |
| DNQ  | Bernd Lauermann        | Morbidelli | DNQ        |      |
| DNQ  | Fabrizio Frollani      | Morbidelli | DNQ        |      |